# Onthophagus rugicollis
Onthophagus rugicollis là một loài bọ cánh cứng trong họ Bọ hung (Scarabaeidae).